# Klaus-Jürgen Gundlach
Klaus-Jürgen Gundlach (* 1948) ist ein deutscher Kirchenmusiker und Musikwissenschaftler.
Gundlach machte sein Abitur am Winckelmann-Gymnasium in Stendal. Seinen ersten Orgelunterricht erhielt er bei Manfred Schlenker im Stendaler Dom. Er promovierte 1981 an der Martin-Luther-Universität Halle-Wittenberg mit einer Arbeit über den Komponisten Johann Philipp Krieger.

Von 1982 bis 2013 war er Leiter der Kantorei Templin. Er ist Herausgeber von Chornoten und Chefredakteur der Zeitung Forum Kirchenmusik.

## Schriften
- Johann Philipp Krieger, das geistliche Vokalwerk. Dissertation, Halle 1981.
- Das Weißenfelser Aufführungsverzeichnis Johann Philipp Kriegers und seines Sohnes Johann Gotthilf Krieger. Studion, Sinzig 2001, ISBN 3-89564-026-3.